# Cerodontha malaisei
Cerodontha malaisei este o specie de muște din genul Cerodontha, familia Agromyzidae, descrisă de Spencer în anul 1981. Conform Catalogue of Life specia Cerodontha malaisei nu are subspecii cunoscute.